# Petter Östberg
Petter Adolf Östberg, född den 15 november 1850 i Uppsala, död den 3 juni 1924, var en svensk bergsingenjör, uppfinnare och industriman. 

## Biografi
Östberg var son till häradshövdingen och brukspatronen Gustaf Östberg och Anne Louise Grill född i släkten Grill.
Östberg utbildade sig till bergsingenjör på Kungliga Tekniska Högskolan i Stockholm och vid Bergsstaten i Falun. Tillsammans med Edvard Faustman grundade han i slutet av 1870-talet Karlsviks gjuterier på Kungsholmen i Stockholm, senare flyttade till Älvsjö. Bland övriga framgångsrika industriprojekt som Östberg var inblandad i märks fotogenförgasningsföretaget Optimus och nysilvermanufakturen Östberg & Lenhardtson. Östberg är även upphovsmannen bakom Mitisprocessen.
Petter Östberg var bror till politikern och grundaren av det moderata samlingspartiet Gustaf Fredrik Östberg. År 1896 tog bröderna initiativ till bildandet av bostadsbolaget Fridhem "för beredande av tillgång på lämpliga och sunda bostäder för den mindre bemedlade befolkningen". Karlsviks gjuterier låg söder om nuvarande Fridhemsplan i Stockholm och ägde tomten där bolaget sedan byggde bostadshuset Tegeltraven, numera HSB-bostadsrättsföreningen Fridhem.